# Iglesia del Carmen (Cádiz)
La iglesia del Carmen o iglesia de Nuestra Señora del Carmen y Santa Teresa que se encuentra en la Alameda Marqués de Comillas, en la ciudad de Cádiz (Andalucía, España) es un templo católico de estilo barroco.
Seis años después de la llegada a la ciudad de la Orden Carmelita, 1737, se inician las obras del templo dirigidas por el alarife José Bolaños.
Se construyó en estilo barroco y se culminaron las obras en 1762.
Destaca en su exterior la fachada, con dos espadañas de aires americanistas, y la imagen de Nuestra Señora del Carmen. De su interior puede destacarse el retablo de madera dorada, presidido por una imagen de la Virgen del Carmen, datada en 1638 como talla de Jacinto Pimentel. 
Su capilla sacramental tiene una gran sencillez y belleza. El sagrario de plata es de 1732, y preside dicha capilla la imagen de Nuestra Señora de la Bendición de Dios, titular de la extinta archicofradía de mismo nombre, y dos imágenes que son obras menores.